# وایت‌چپل (مجموعه تلویزیونی)
وایت‌چپل (انگلیسی: Whitechapel) یک مجموعه تلویزیونی بریتانیایی در سبک جنایی است. در آن کارآگاهان در منطقه وایت‌چپل، لندن به قتل‌هایی می‌پردازند که جنایات تاریخی را تکرار می‌کنند. اولین فصل در ۲ فوریه ۲۰۰۹ در بریتانیا پخش شد. فصل اول به جک قاتل می‌پردازد.